# Burt Hooton
Burt Carlton Hooton (Greenville, Texas, 7 de febrero de 1950), más conocido como Burt Hooton, es un exjugador profesional estadounidense de béisbol que se desempeñó en la posición de lanzador en las Grandes Ligas de Béisbol (MLB). Logró obtener el premio MVP (jugador más valioso de la Serie de Campeonato de la Liga).

## Carrera
Hooton jugó como profesional cinco temporadas en Chicago Cubs (1971-1975), después pasó a Los Angeles Dodgers (1975-1984), luego a Texas Rangers, donde jugó una temporada (1985), y fue el equipo en el que se retiró.

## Premios
Fue galardonado con el MVP (jugador más valioso de la Serie de Campeonato de la Liga) en una oportunidad (1981).